# 美国公共舆论研究学会
美国公共舆论研究学会（英語：American Association for Public Opinion Research）是美国公共舆论与调查研究研究者的专业组织，成员主要来自于学术界、媒体、政府以及非政府组织。该学会成立于1947年，目前出版《公共舆论季刊》等学术期刊。

## 外部连结
- 美国公共舆论研究学会 （页面存档备份，存于）